# 松平清照
松平 清照（まつだいら きよてる）は、江戸時代前期の陸奥国白河藩世嗣。通称は主税。

## 生涯
承応元年（1652年）、出羽国山形藩主・松平忠弘の嫡男として誕生。幼名は鶴千代。
奥平松平家の嫡男として生まれたものの、病弱を理由に廃嫡となる。以後、将軍家披露もされず、正室も娶らないまま過ごした。この家に生まれた男子は家祖である祖父・松平忠明以来、「清」の通字を名乗りに用い（忠明の初名は清匡）、さらにその中で、奥平松平家の家督を継ぐ者だけが「忠」の字を冠することとなっていた。そのため、家督を継がせてもらえなかった清照は、「忠」を冠することが許されなかったのである。
清照以外にも弟がいたというが、成人せずに死去したようで、父・忠弘にとっては深刻な問題であった。そこで、忠弘は清照ら実子に代わって大給松平家から貰い受けた婿養子に松平忠尚と名乗らせ、跡を継がせようとした。ところが、幕府からの了承を取り付けていたものの、忠尚の実子、正室が立て続けに死去し、忠尚の存在価値は著しく低下した。家運に陰りの見える中、天和3年（1683年）に清照に長男・左膳（のちの松平忠雅）が誕生する。そこで、不遇の清照に同情する家臣らは直系たる左膳を後嗣に推したため、家中騒動となった（白河騒動）。
貞享3年（1686年）、死去した。法名は涼雲院殿南峰道薫居士。

## 系譜
- 父：松平忠弘（1631-1700）
- 母：不詳
- 室：安西氏
  - 長男：松平忠雅（1683-1746） - 松平忠弘の養子
- 生母不明の子女
  - 女子：浅姫 - 松平直常正室
  - 女子：牧野成春正室
  - 女子：大沢基隆正室